# Campeonato Mundial de Esgrima de 1999
O Campeonato Mundial de Esgrima de 1999 foi a 61ª edição do torneio organizado pela Federação Internacional de Esgrima (FIE) entre 1 de novembro a 8 de novembro de 1999. O evento foi realizado em Seul, Coreia do Sul. 

## Resultados
Os resultados foram os seguintes. 
Masculino
| Evento             | Ouro                                                                                 | Prata                                                                                 | Bronze                                                                                |
| Espada individual  | Alemanha · Arnd Schmitt                                                              | Suécia · Peter Vanky                                                                  | Rússia · Pavel Kolobkov                                                               |
| Espada individual  | Alemanha · Arnd Schmitt                                                              | Suécia · Peter Vanky                                                                  | Estónia · Kaido Kaaberma                                                              |
| Espada por equipe  | França · Jean-François Di Martino · Eric Srecki · Hugues Obry · Rémy Delhomme        | Alemanha · Arnd Schmitt · Marc-Konstantin Steifensand · Jörg Fiedler · Elmar Borrmann | Cuba · Iván Trevejo · Carlos Pedroso · Nilson Loyola Torriente · Camilo Boris         |
| Florete individual | Ucrânia · Sergei Golubitsky                                                          | Itália · Matteo Zennaro                                                               | Alemanha · Wolfgang Wienand                                                           |
| Florete individual | Ucrânia · Sergei Golubitsky                                                          | Itália · Matteo Zennaro                                                               | Coreia do Sul Kim Young-Ho                                                            |
| Florete por equipe | França · Lionel Plumenail · Patrice Lhotellier · Jean Noël Ferrari · Jean-Yves Robin | China · Wang Haibin · Ye Chong · Zhang Jie · Dong Zhaozhi                             | Polónia · Adam Krzesinski · Piotr Kielpikowski · Slawomir Mocek · Wojciech Szuchnicki |
| Sabre individual   | França · Damien Touya                                                                | Rússia · Stanislav Pozdnyakov                                                         | França · Jean-Phillippe Daurelle                                                      |
| Sabre individual   | França · Damien Touya                                                                | Rússia · Stanislav Pozdnyakov                                                         | Itália · Luigi Tarantino                                                              |
| Sabre por equipe   | França · Damien Touya · Jean-Phillippe Daurelle · Matthieu Gourdain · Julien Pillet  | Polónia · Marcin Sobala · Norbert Jaskot · Rafal Sznajder · Arkadiusz Nowinowski      | Rússia · Stanislav Pozdnyakov · Aleksey Frosin · Sergey Sharikov · Aleksey Dyachenko  |

Feminino
| Evento             | Ouro                                                                          | Prata                                                                                   | Bronze                                                                    |
| Espada individual  | França · Laura Flessel-Colovic                                                | Suíça · Diana Romagnoli                                                                 | Hungria · Ildikó Mincza                                                   |
| Espada individual  | França · Laura Flessel-Colovic                                                | Suíça · Diana Romagnoli                                                                 | Cuba · Miraida Garcia-Soto                                                |
| Espada por equipe  | Hungria · Ildikó Mincza · Gyöngyi Szalay · Hajnalka Tóth · Tímea Nagy         | China · Yang Shaogi · Liang Qin · Li Na                                                 | Alemanha · Imke Duplitzer · Claudia Bokel · Kristina Ophardt · Katja Nass |
| Florete individual | Itália · Valentina Vezzali                                                    | Alemanha · Sabine Bau                                                                   | Estados Unidos · Iris Zimmermann                                          |
| Florete individual | Itália · Valentina Vezzali                                                    | Alemanha · Sabine Bau                                                                   | Rússia · Svetlana Boyko                                                   |
| Florete por equipe | Alemanha · Sabine Bau · Monika Weber · Gesine Schiel · Simone Bauer           | Polónia · Sylwia Gruchala · Barbara Wolnicka · Magdalena Mroczkiewicz · Alicja Kryczalo | China · Xiao Aihua · Meng Jie · Yuan Li · Shi Haiying                     |
| Sabre individual   | Azerbaijão · Yelena Jemayeva                                                  | Itália · Ilaria Bianco                                                                  | França · Ève Pouteil-Noble                                                |
| Sabre individual   | Azerbaijão · Yelena Jemayeva                                                  | Itália · Ilaria Bianco                                                                  | Itália · Anna Ferraro                                                     |
| Sabre por equipe   | Itália · Ilaria Bianco · Anna Ferraro · Alessia Tognolli · Daniela Colaiacomo | França · Ève Pouteil-Noble · Cécile Argiolas · Anne-Lise Touya · Magalie Carrier        | Azerbaijão · Yelena Jemayeva · Anjela Volkova · Tatiana Diachenko         |

## Quadro de medalhas
País sede
| Ordem | País           | Medalha de ouro | Medalha de prata | Medalha de bronze |    |
| ----- | -------------- | --------------- | ---------------- | ----------------- | -- |
| 1     | França         | 5               | 1                | 2                 | 8  |
| 2     | Grã-Bretanha   | 2               | 2                | 2                 | 6  |
|       | Itália         | 2               | 2                | 2                 | 6  |
| 4     | Azerbaijão     | 1               |                  | 1                 | 2  |
|       | Hungria        | 1               |                  | 1                 | 2  |
| 6     | Ucrânia        | 1               |                  |                   | 1  |
| 7     | China          |                 | 2                | 1                 | 3  |
|       | Polónia        |                 | 2                | 1                 | 3  |
| 9     | Rússia         |                 | 1                | 3                 | 4  |
| 10    | Suécia         |                 | 1                |                   | 1  |
|       | Suíça          |                 | 1                |                   | 1  |
| 12    | Cuba           |                 |                  | 2                 | 2  |
| 13    | Estónia        |                 |                  | 1                 | 1  |
|       | Coreia do Sul  |                 |                  | 1                 | 1  |
|       | Estados Unidos |                 |                  | 1                 | 1  |
| TOTAL | TOTAL          | 12              | 12               | 18                | 42 |